# Motmot oranroux
Baryphthengus ruficapillus
Espèce
Statut de conservation UICN

 LC  : Préoccupation mineure
Le Motmot oranroux (Baryphthengus ruficapillus) est une espèce d'oiseaux appartenant à la famille des Momotidae.